# Lac Nicolet
Le lac Nicolet est situé à 50 km au sud de Victoriaville, dans la municipalité de Saints-Martyrs-Canadiens, dans la municipalité régionale de comté (MRC) d'Arthabaska, dans la région administrative du Centre-du-Québec, au Québec, Canada.
Il est la source de la rivière Nicolet qui coule 137 km vers la rive sud-est du lac Saint-Pierre, à Nicolet. Ce dernier est traversé par le nord-est par le Fleuve Saint-Laurent.
Ce lac est entouré par le chemin du Lac-Nicolet (côté nord-ouest) et le chemin Gosford-Sud (côté sud-est).

## Géographie

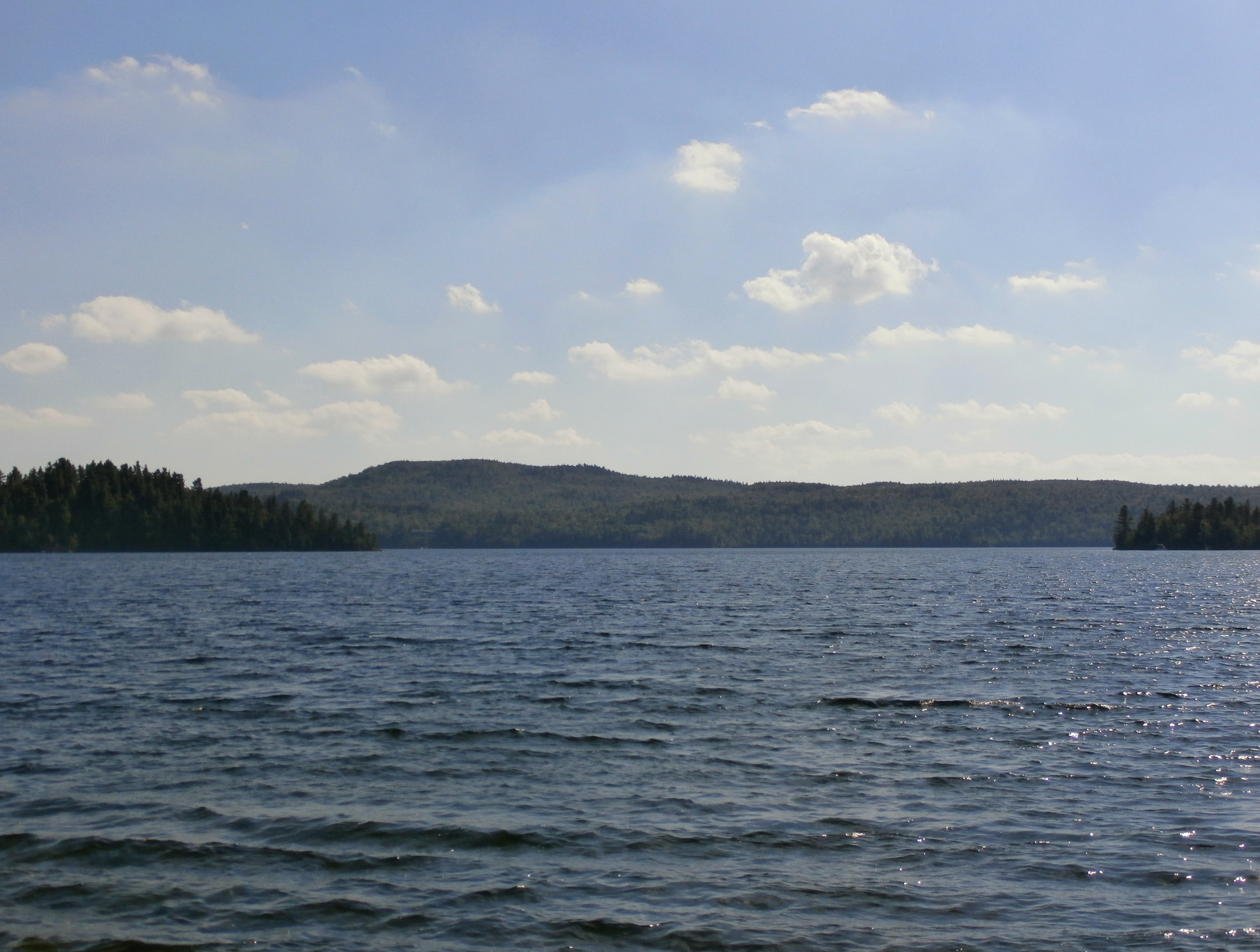
Lac Nicolet vu du quai public du village de Saints-Martyrs-Canadiens

## Toponymie
Le toponyme «Lac Nicolet» est officialisé le 5 décembre 1968 à la Banque de noms de lieux de la Commission de toponymie du Québec.